# Viroma humano

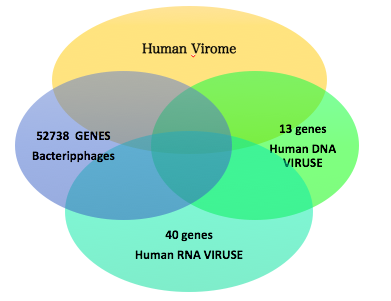
La diversidad de secuencias virales humanas en NCBI/Gene (noviembre de 2016)

El viroma humano es la colección total de virus en y sobre el cuerpo humano. Los virus en el cuerpo humano pueden infectar tanto las células humanas como otros microbios, como las bacterias (bacteriófagos). Algunos virus causan enfermedades, mientras que otros pueden ser asintomáticos. Ciertos virus también se integran en el genoma humano como provirus o elementos virales endógenos. 
Los virus evolucionan rápidamente y, por lo tanto, el viroma humano cambia constantemente. Cada ser humano tiene un viroma único con un equilibrio único de especies. El estilo de vida, la edad, la ubicación geográfica e incluso la estación del año pueden afectar la exposición de un individuo a los virus, y la susceptibilidad de uno a cualquier enfermedad que pueda ser causada por esos virus también se ve afectada por la inmunidad preexistente y la genética viral y humana.
El viroma humano está lejos de estar completamente explorado y con frecuencia se descubren nuevos virus. A diferencia de los aproximadamente 40 billones de bacterias en un microbioma humano típico, todavía no se dispone de una estimación del número de partículas virales en un humano adulto sano, aunque los viriones generalmente superan en número a las bacterias individuales 10:1 en la naturaleza. El estudio del viroma se cree que proporcionará una comprensión de los microbios en general y cómo afectan la salud y la enfermedad humana.

## Métodos y herramientas
Hay varios métodos disponibles para el aislamiento y el estudio de virus humanos: 
- La secuenciación profunda es una técnica de secuenciación rápida de ADN que es útil para caracterizar la riqueza del viroma, la estabilidad, la función del gen y la asociación con fenotipos de enfermedades.[3][5] Esta tecnología crea grandes cantidades de información de secuencia y es capaz de detectar componentes raros de una comunidad microbiana. Los métodos actuales que combinan la eliminación de ADN humano y bacteriano de las muestras, la secuenciación a gran escala y la bioinformática son muy eficientes en la identificación de virus desconocidos.[11] A diferencia de otros métodos de descubrimiento, los virus no necesitan crecer en cultivos celulares. Sin ningún conocimiento previo de la secuencia del genoma o los métodos de crecimiento, se pueden descubrir nuevos virus. Por lo tanto, la secuenciación profunda es adecuada para la identificación rápida de un virus desconocido o inesperado involucrado en un brote de enfermedad o asociado con afecciones que no se consideran causadas por virus. La secuenciación profunda también permite proyecciones a gran escala con un mínimo esfuerzo práctico.[12] Una exploración sistemática de los virus que infectan a los humanos (el viroma humano) es importante y factible con estos métodos.
- La reacción en cadena de la polimerasa es una herramienta para amplificar y detectar secuencias de ADN específicas. Se puede usar para ayudar a caracterizar el viroma, pero está limitado por la necesidad de información de secuencia de ADN al menos parcial.
- El metagenoma humano incluye todos los organismos que viven en nosotros. Los virus contribuyen al metagenoma y establecen una infección crónica que infesta los cromosomas; Este método formulará una nueva estimación del número de genes que confieren susceptibilidad a un virus determinado y especificará alelos para algunos virus.[13][14]
- Los estudios de anticuerpos a gran escala con ELISA usando sangre donada podrían ayudar a determinar la exposición humana a virus particulares en diferentes regiones geográficas.[9]

## Diversidad de virus humanos

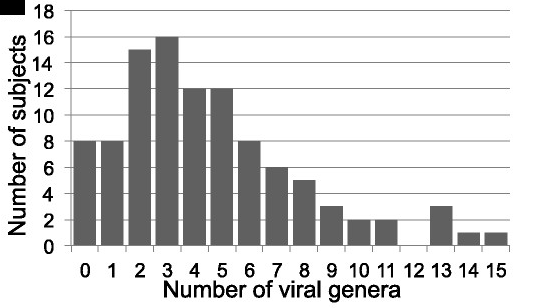
El viroma humano en adultos sanos y asintomáticos. El histograma muestra el número de individuos (eje y) que fueron positivos para un número dado de diferentes géneros virales (eje x).

El viroma humano no es estable y puede cambiar con el tiempo. De hecho, nuevos virus se descubren constantemente. Con un número cada vez mayor de virus conocidos, el diagnóstico y el tratamiento de nuevas afecciones asociadas a virus también serán más fáciles. Estudiar el viroma podría ayudar a mejorar el desarrollo de fármacos y limitar el uso de antibióticos.
Uno de los primeros estudios que utilizó la secuenciación de ADN de alto rendimiento para describir la diversidad de los virus de ADNds eucariotas en individuos normales incluyó 706 muestras de 102 sujetos. Este estudio detectó un promedio de 5.5 géneros virales en cada individuo y estos virus incluyeron herpesvirus, papilomavirus, poliomavirus, adenovirus, anellovirus, parvovirus y circovirus. 

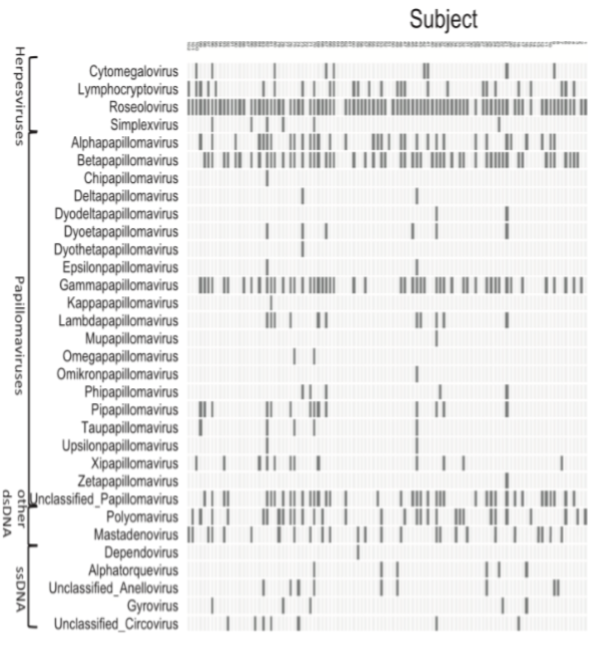
El viroma humano en adultos sanos y asintomáticos. Los géneros virales (eje x) detectados en cada sujeto (eje y) están representados por barras negras. El viroma de cada individuo se ve mirando las barras negras en una fila dada.

Cada individuo tenía un perfil viral distinto, lo que demuestra la alta diversidad interpersonal del viroma. Se detectaron de uno a 15 géneros virales (promedio 5.5) en el 92% de los 102 individuos muestreados (Figura 2). La Figura 3 ilustra los viromas de los 102 individuos definidos mediante el muestreo de hasta cinco hábitats corporales principales, mostrando que se detectó una amplia gama de virus en personas sanas (Figura 3). 
Los 102 individuos portaban siete familias distintas de virus de ADN humano (Figura 4A). Las secuencias se detectaron predominantemente en la nariz y la piel, similitud con 17 géneros de virus del papiloma (Figura 4B).  Los rosolovirus, predominantemente HHV-7 y, en menor medida, HHV-6, estuvieron presentes en el 98% de los individuos que proporcionaron muestras de boca. 
Además, los mismos virus prevalecieron en múltiples hábitats corporales dentro de los individuos. Por ejemplo, los virus del papiloma beta y gamma fueron los virus más comúnmente encontrados en la piel y la nariz (Figura 4A, B), que pueden reflejar proximidad y similitudes en microambientes que apoyan la infección con estos virus.

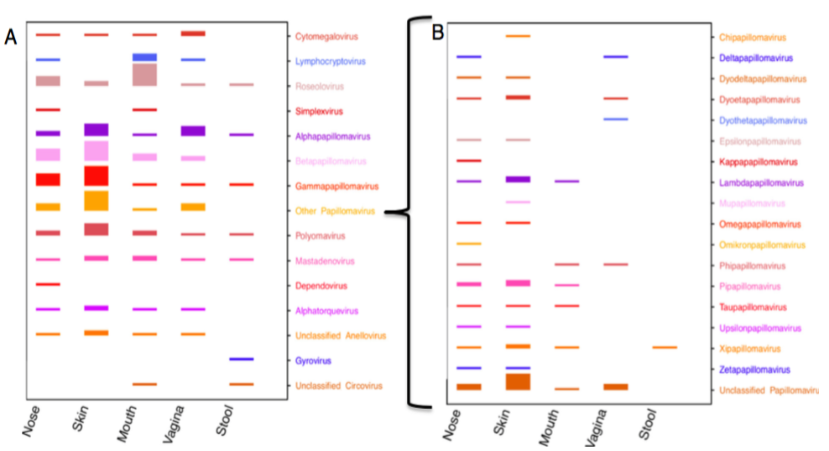
El viroma humano en cinco hábitats corporales. (A) Todos los virus detectados en los cinco hábitats del cuerpo. Cada virus está representado por una barra de color y etiquetado en el eje y en el lado derecho. La altura relativa de la barra refleja el porcentaje de sujetos muestreados en cada sitio del cuerpo en los que se detectó el virus. En este panel, la barra que representa los roseolovirus en las muestras orales refleja la altura máxima de la barra, porque el 98% de las personas que se tomaron muestras en la boca albergaban roseolovirus. (B) Este panel muestra los virus del papiloma incluidos en la categoría 'Otros virus del papiloma'. La altura de barra más grande que se muestra representa los virus del papiloma no clasificados encontrados en muestras de piel del 65% de los sujetos.

### El viroma de la sangre humana
Los datos de secuenciación del genoma completo de sangre de 8,240 individuos sin ninguna enfermedad infecciosa clara revelaron 94 virus diferentes en el 42% de los participantes del estudio. Las secuencias incluyeron 19 virus de ADN humano, provirus y virus de ARN (herpesvirus, anellovirus, papilomavirus, tres poliomavirus, adenovirus, VIH, HTLV, hepatitis B, hepatitis C, parvovirus B19 y virus de la influenza). De posible relevancia para la medicina de transfusiones, este estudio identificó el poliomavirus de células de Merkel en 49 individuos, el virus del papiloma en sangre de 13 individuos, el parvovirus B19 en 6 individuos y la presencia de herpesvirus 8 en 3 individuos.

## Impacto en la salud humana
El viroma humano es parte de nuestros cuerpos y no siempre causará daño. Muchos virus latentes y asintomáticos están presentes en el cuerpo humano todo el tiempo. Los virus infectan todas las formas de vida; por lo tanto, las células bacterianas, vegetales y animales y el material en nuestro intestino también portan virus. Cuando los virus causan daño al infectar las células del cuerpo, se puede desarrollar una enfermedad sintomática. Contrariamente a la creencia común, los virus dañinos pueden ser minoritarios en comparación con los virus benignos en el cuerpo humano. Es mucho más difícil identificar virus que identificar bacterias, por lo tanto, nuestra comprensión de los virus benignos en el cuerpo humano es muy rudimentaria.
Los efectos sobre la salud de los virus en un individuo dependen del sistema inmune del individuo.

### La hipótesis de higiene
Investigaciones recientes han relacionado la idea emergente de la hipótesis de higiene con los virus. Esta hipótesis intenta explicar y justificar algunas de las altas incidencias de enfermedades como el asma y el eccema en el mundo occidental ante el uso excesivo de antibióticos y antivirales por parte de la sociedad occidental. Este uso excesivo altera potencialmente no solo las bacterias del intestino sino también los virus que han vivido en armonía con el cuerpo humano y que ahora juegan un papel en la regulación de la salud humana. Esta hipótesis generalmente se refiere a microorganismos, pero ahora se está extendiendo para incluir virus en el aire e infecciones virales comunes de la infancia que son cada vez menos comunes.

### Efecto de la localización de la piel
Diversos virus colonizan la piel humana y difieren según el sitio de la piel. Estos viromas de la piel incluyen virus humanos (virus del papiloma humano) y bacteriófagos (virus bacterianos) que infectan bacterias cutáneas comensales como los estafilococos. Las comunidades de virus difieren según los niveles de humedad y el grado de protección del ambiente externo. 

### Efecto de la dieta
Muchos estudios han demostrado que las bacterias y los virus en el intestino humano (el microbioma intestinal) pueden verse alterados por los cambios en la dieta. Un estudio que se centró en virus bacterianos, llamados bacteriófagos, en el intestino encontró una relación significativa entre la dieta y el tipo de bacteriófagos presentes. Esto se hizo comparando la distancia entre las comunidades intestinales de bacteriófagos en individuos antes y después de que comenzaran una dieta controlada. Los resultados fueron que la distancia entre las comunidades intestinales de bacteriófagos de individuos con la misma dieta fue significativamente menor al final de su tratamiento dietético que al principio, mientras que no hubo un aumento en la similitud de la comunidad para individuos con diferentes dietas a lo largo del tiempo. 